# Satellite S4 (CDGVAL)
Satellite S4 est une station de la seconde ligne de métro automatique CDGVAL, appelée aussi LISA (Liaison Interne Satellite Aérogare) dans l'aéroport de Roissy-Charles-de-Gaulle.

## La station
Ouverte le 18 juin 2012, et située en zone sous douane mais hors sécurité, elle donne accès au satellite S4 de l'aéroport de Roissy-Charles-de-Gaulle. Cette station est le terminus Est de la seconde ligne de CDGVAL depuis l'ouverture du terminal S4 le 28 juin 2012.